# 静御前通り
静御前通り（しずかごぜんどおり）は、福島県郡山市の昭和通り栄町交差点から同市大槻町の大槻行政センター前までを結ぶ道路。

## 概要
かつての名前は沿線の郡山女子高等学校にちなんで「郡女通り」だった。1998年に同校が郡山東高等学校へ改称されたため、新しい愛称が検討され、沿線の静御前堂にちなんで「静御前通り」に改称された。
内環状線との交差点からあさか野バイパス針生西交差点の区間では片道1車線になる区間が多いものの、それ以外の区間はほぼ全区間が片側2車線化されている。将来はさらに西へ延長され、大槻公園付近で福島県道6号郡山湖南線に接続される予定。
正式名は都市計画道路図景谷地内線、および郡山市道1-31号大町大槻線。

## 歴史
- 1980年頃までに国道4号（現昭和通り）[3]栄町交差点から福島県道143号仁井田郡山線との交差点までが建設された。その後、徐々に延長された他、郡山女子高等学校にちなんで「郡女通り」の愛称がつけられた。
- 1998年、「郡女通り」の愛称の由来だった郡山女子高等学校が郡山東高等学校へ改称された。
- 2002年、静団地付近まで延長され、静御前堂の前を通るようになった。このことから、郡山文化協会により静御前にちなむ愛称への改称が提唱された。
- 2003年、愛称が「静御前通り」へ変更された。

## 交差する道路
- 福島県道17号郡山停車場線（通称昭和通り、栄町交差点）
- 内環状線
- 国道49号
- 福島県道143号仁井田郡山線
- 国道4号あさか野バイパス（針生西交差点）
- コスモス通り
- 福島県道55号郡山矢吹線

## 沿線
- 福島県立郡山東高等学校
- ヨークベニマル菜根店
- ラジオ福島郡山支社
- WILD-1
- 静御前堂
- ヨークベニマルコスモス通り店
- 郡山市大槻行政センター